# Calle del Medio
La Calle del Medio es una calle ubicada en la zona monumental de la ciudad del Cusco, Perú. Es una calle corta que une la Plaza de Armas (dividiendo su lado suroccidental entre el Portal de Comercio y el Portal de Confituras) con la Plaza Regocijo.

## Historia
El río Saphy tiene una gran importancia en el desarrollo de la ciudad del Cusco ya que cruza la misma y, a su vera, se construyeron importantes palacios. Los incas utilizaron este río como límite suroeste del centro de la ciudad dedicado a los palacios de la realeza incaica y lo canalizaron a la par que establecieron puentes que unan ambas orillas. Así, el palacio del inca Pachacuteq denominado Qasana se ubicaba en lo que es hoy la intersección de la calle Plateros con el Portal de Panes de la actual Plaza de Armas.. Durante la colonia, el Cabildo del Cusco dispuso mejorar la canalización del río para la construcción de inmuebles a la vera del río como la Casa de Illán Suárez de Carbajal. En efecto, en 1555, el corregidor del Cusco, Sebastián Garcilaso de la Vega autorizó la construcción de edificios en medio del Huacaypata generando de esa manera las manzanas ubicadas actualmente entre las calles Espaderos, Del medio, Mantas, Heladeros y Espinar así como las actuales Plazas de Armas, Regocijo, Espinar y el actual Hotel de Turistas bajo los cuales transcurre el río.
Desde 1972 la vía forma parte de la Zona Monumental del Cusco declarada como Monumento Histórico del Perú. Asimismo, en 1983 al ser parte del casco histórico de la ciudad del Cusco, forma parte de la zona central declarada por la UNESCO como Patrimonio Cultural de la Humanidad. y en el 2014, al formar parte de la red vial del Tawantinsuyo volvió a ser declarada como patrimonio de la humanidad.

#### Libros y publicaciones
- Angles Vargas, Víctor (1988). Historia del Cusco Incaico Tomo I. Lima: Industrialgráfica S.A.
- Angles Vargas, Víctor (1983). Historia del Cusco Cusco Colonial Tomo II Libro Segundo. Lima: Industrialgrafica S.A.
- Coronado Esquivel, Jessica; Apaza Callañaupa, Roel (2017). «La modernización de la ciudad y su salubridad: la canalización del Cusco a principios del siglo XX». Summa Humanitatis 9 (1). Consultado el 7 de octubre de 2019.

- Datos: Q77257638
- Multimedia: Calle del Medio / Q77257638